# اوفلگونه (زاکسن-آنهالت)
اوفلگونه (به آلمانی: Ovelgünne) یک منطقهٔ مسکونی در آلمان است که در ایلسلبن واقع شده‌است. اوفلگونه ۴۰۴ نفر جمعیت دارد.